# أوسيكي
أوسيكي هي قرية وبلدية في مقاطعة برنو-الريف في إقليم جنوب مورافيا في جمهورية التشيك.
تغطي البلدية مساحة 7.56 كيلومتر مربع (2.92 ميل2)، ويبلغ عدد سكانها 132 (حتى 3 يوليو 2006).
تقع أوسيكي على بعد 33 كيلومتر (21 ميل) شمال غرب برنو و159 كيلومتر (99 ميل) جنوب شرق براغ.